# Jung Jae-eun
Jung Jae-Eun (Seul, 11 de janeiro de 1980) é uma taekwondista sul-coreana campeã olímpica e mundial.
Jung Jae-Eun competiu nos Jogos Olímpicos de 2000, na qual conquistou a medalha de ouro.